# The New England Journal of Medicine
O New England Journal of Medicine (NEJM) é uma publicação científica da área da medicina. É publicada semanalmente pela Massachusetts Medical Society. "É o periódico médico geral mais lido, citado e influente do mundo. Mais de 600 000 pessoas de quase todos os países leem o NEJM impresso e online todas as semanas", lê-se no website do NEJM.
O jornal foi fundado pelo Dr. John Collins Warren em 1812 e atualmente está situado na 860 Winter Street, Waltham, Massachusetts. De acordo com o Google Scholar, ocupa a 1ª posição no campo de Ciências da Saúde e Médicas.

## Missão
Segundo a publicação em seu website, sua "missão é publicar as melhores pesquisas e informações na sobre a ciência biomédica e a prática clínica e apresentar essas informações de forma compreensível e clinicamente útil, a fim de informar sobre a prestação de cuidados de saúde que melhorem a resposta dos pacientes".

## Fatos históricos
1812: o jornal é fundado por John Collins Warren, com colaboração de James Jackson; 
1921: se funde com o Boston Medical Intelligencer para se tornar o Boston Medical and Surgical Journal.  Neste no também começa a ser  publicado semanalmente e é comprado pela Massachusetts Medical Society;
1928: é renomeado para New England Journal of Medicine;
1978: torna-se a primeira revista médica americana a receber o distinto Prêmio Polk de excelência jornalística;
1996: começa a digitalização do conteúdo do NEJM com o lançamento do NEJM.org;
2010: é lançado o arquivo NEJM, fornecendo acesso para a pesquisa de mais de 150.000 artigos desde a fundação do jornal.
Evolução do periódico
- Edição de janeiro de 1814.
- Edição de 1823 - Boston Medical Intelligencer.
- Edição de 1828 Boston Medical and Surgical Journal.

## Seleção das publicações
Segundo o NEJM em seu website, todos os anos a revista recebe mais de 16.000 pesquisas e outras para serem avaliadas e publicada, mas apenas cerca de 5% do material receibdo  chega a ser publica. Segundo a publicação também,  ais da metade vem de fora dos Estados Unidos. 

## Editores
- Walter Prentice Bowers, 1921–1937
- Robert Nason Nye, 1937–1947
- Joseph Garland, 1947–1967
- Franz J. Ingelfinger, 1967–1977
- Arnold S. Relman, 1977–1991
- Jerome P. Kassirer, 1991–1999
- Marcia Angell, 1999–2000
- Jeffrey M. Drazen, 2000- [4]

## Curiosidades
Todo o conteúdo está disponível gratuitamente no NEJM.org seis meses após a data de publicação. Além disso, os leitores qualificados de países de baixa renda têm acesso gratuito a todos os artigos desde 1990.
- O fator de impacto da publicação foi de 91,2 em 2021, terceiro maior fator de impacto de um jornal acadêmico.[5]
- Por motivos de referência costuma ser abreviado para N Engl J Med.